# Slangerup
Slangerup é um município da Dinamarca, localizado na região oriental, no condado de Frederiksborg.
O município tem uma área de 46 km² e uma  população de 6 407 habitantes, segundo o censo de 2003.